# Чоу Тсу-ю
Чоу Тсу-ю (інший варіант прочитання імені — Чжоу Цзуї; кит.: 周子瑜, кор. 저우쯔위; нар. 14 червня 1999) — співачка і танцюристка у жанрі K-pop родом з Тайваню, учасниця південнокорейського гурту Twice.

## Біографія
Чоу Тсу-ю народилася 14 червня 1999 року в місті Тайнань на півдні Тайваню в сім'ї дрібних підприємців. У 2012 році була виявлена агентами з пошуку талантів у MUSE Performing Arts Workshop і вирушила до Південної Кореї на стажування. Через більш ніж два роки стажування вона з'явилася в корейському реаліті-шоу Sixteen і після відбору стала учасницею жіночої k-pop гурту Twice. Їхній дебют відбувся в жовтні 2015 року з виходом синглу «Like OHH-AHH». Навесні 2016 року Тсу-ю вступила в Hanlim Multi Art School разом з іншими учасницями колективу — Чейон і Дахьон.
У листопаді 2015 року Чоу Тсу-ю з'явилася в телешоу My Little Television. Вона представила себе як тайванку та тримала прапор Китайської Республіки поруч з прапором Південної Кореї. Також там був присутній японський прапор, щоб представити національність інших учасниць. Ця ситуація викликала дуже багато суперечок щодо Китаю і 15 січня 2016 року була опублікована відео, де Цзиюй просить вибачення за цей інцидент, що викликало подальші обурення на її батьківщині в Тайвані.
У рейтингу 100 найкрасивіших жінок 2017 року, який був опублікований на сайті TC Candler, Чоу Тсу-ю посіла третю сходинку.

## Дискографія

### Колаборації
| Назва                                                 | Рік  | Пікові позиції у чартах | Альбом                             |
| Назва                                                 | Рік  | KOR Gaon                | Альбом                             |
| ----------------------------------------------------- | ---- | ----------------------- | ---------------------------------- |
| Daring Woman кор. 당돌한 여자 (з Найон, Джіхьо,Чейон) | 2015 | –                       | TwoYoo Project — Sugar Man Part.11 |

### Авторство у написанні пісень
Дані взяті з бази даних Korea Music Copyright Association, якщо не зазначено інакше.
| Назва       | Рік  | Виконавець | Альбом       | Нотатки        |
| ----------- | ---- | ---------- | ------------ | -------------- |
| «21:29»     | 2019 | Twice      | Feel Special | Авторка тексту |
| «Celebrate» | 2022 | Twice      | Celebrate    | Авторка тексту |

## Фільмографія

### Телешоу
| Рік  | Назва       | Роль     | Нотатки                            | Прим. |
| ---- | ----------- | -------- | ---------------------------------- | ----- |
| 2015 | Sixteen     | Учасниця | Реаліті-шоу про створення Twice    | [ 4 ] |
| 2019 | Battle Trip | Учасниця | з Чейон та Дахьон, епізоди 141—142 | [ 5 ] |

## Біблографія

### Фотобуки
| Назва            | Дата виходу   | Видавець          | Прим.       |
| ---------------- | ------------- | ----------------- | ----------- |
| Yes, I am Tzuyu. | 28 April 2020 | JYP Entertainment | [ 6 ] [ 7 ] |